# 晓艇
晓艇（1938年2月12日—），原名文华章，四川成都人，川剧表演艺术家，供职于成都市川剧院。
1947年从艺，师从川剧名净王登福、名丑王国仁、名生曾荣华等老艺术家，工文武小生、文丑。代表剧目有《杨广逼宫》《逼侄赴科》等。
1984年，以折子戏《问病逼宫》《红梅赠君家·放裴》《逼侄赴科》及大幕戏《跪门鉴》获首届中国戏剧梅花奖。2008年获文化部授予国家级非物质文化遗产项目代表性传承人称号。